# Segel Journal
Das Segel Journal (Eigenschreibung „segel JOURNAL“ bzw. „SEGEL JOURNAL“) ist ein Segelmagazin. Es wird sechsmal pro Jahr von der SJV Segel Journal Verlag GmbH in Hamburg herausgegeben. Hauptgruppe der Leserschaft sind nach Verlagsangaben männliche Leser, „aktive Segler“, überwiegend im Alter oberhalb von 30 Jahren.
Seit November 2012 wird die Auflage nicht mehr bei der IVW gemeldet. Bei der letzten IVW-geprüften Auflage für das 3. Quartal 2012 betrug die Zahl der verkauften Exemplare 11.290.

## Themen
Die Titelstories des Segel Journals befassen sich überwiegend mit der Glamourwelt des Segelns.
Das Segel Journal gliedert sich (Stand: August 2009) in folgende Abteilungen:
- sports – mit Reportagen von internationalen Hochseeregatten;
- yachting – Vorstellung von Segelyachten, Reportagen über spektakuläre Yachten, Berichte über Navigation und Bordtechnik
- travel – Reisereportagen und Segelreviere, Yachtcharter; Hotels und Restaurants am Wasser, Nord-/Ostsee, Atlantik, Mittelmeer und Übersee
- sailors – Porträts außergewöhnlicher Segler, maritime Mode, Blauwasser, Klassiker

Weitere kleinere Rubriken (u. a. „Magazin“, „news“, „tec-Guide“, „Charter-Guide“) ergänzen das Heft.